# William Kipp Bassford
William Kipp Bassford, né le 23 avril 1839 à New York et mort le 22 décembre 1902 dans cette même ville, est un organiste, pianiste et compositeur américain.

## Biographie
William Kipp Bassford mène à la fois une carrière en tant que pianiste ainsi qu'en tant qu'organiste. Il compose notamment un opéra, Cassilda. Il achève aussi l'opéra de Vincent Wallace, Estrella.